# Зоран Павлович
Зоран Павлович (словен. Zoran Pavlovič, нар. 27 червня 1976, Тузла) — словенський футболіст, півзахисник.
Насамперед відомий виступами за клуби «Рудар» (Веленє) та «Марибор», а також за національну збірну Словенії.
Володар Кубка Словенії. Чемпіон Хорватії. Чемпіон Словенії. 

## Клубна кар'єра
У дорослому футболі дебютував у 1993 році виступами за команду клубу «Рудар» (Веленє), в якій провів шість сезонів, взявши участь у 127 матчах чемпіонату.  Більшість часу, проведеного у складі «Рудара», був основним гравцем команди.
Згодом з 1999 до 2007 року грав у складі команд клубів «Динамо» (Загреб), «Аустрія» (Відень), «Ред Булл», «Ворскла», «Слован», «Опава», «Олімпія» (Любляна), «Рот Вайс» (Ерфурт), «Рудар» (Веленє), «Нафта» та «Інтерблок».
Своєю грою за останню команду привернув увагу представників тренерського штабу клубу «Марибор», до складу якого приєднався у 2007 році. Відіграв за команду з Марибора наступні три сезони своєї ігрової кар'єри. У складі команди ставав чемпіоном Словенії.
Протягом 2010 року захищав кольори команди клубу «Драва».
До складу клубу «Цельє» приєднався у 2010 році. Провів протягом двох наступних сезонів за команду із Цельє 34 матчі в національному чемпіонаті. В подальшому виступав за аматорські команди.

## Виступи за збірну
У 1998 році дебютував в офіційних матчах у складі національної збірної Словенії. Наразі провів у формі головної команди країни 21 матч.
У складі збірної був учасником чемпіонату Європи 2000 року у Бельгії та Нідерландах, чемпіонату світу 2002 року в Японії і Південній Кореї.

## Титули і досягнення
- Володар Кубка Словенії (1):

«Рудар» (Веленє):  1997-98
- Чемпіон Хорватії (1):

«Динамо» (Загреб):  1999-2000
- Володар Кубка Хорватії (1):

«Динамо» (Загреб):  2000-01
- Чемпіон Словенії (1):

«Марибор»:  2008-09
- Володар Суперкубка Словенії (1):

«Марибор»: 2009